# 戈尔加 (阿利坎特省)
戈尔加，是西班牙巴伦西亚自治区阿利坎特省的一个市镇。总面积9km2，总人口269人（2001年），人口密度30人/km2。